# Зимм, Франц Ксавер
Франц Ксавер Зимм (нем. Franz Xaver Simm; 24 июня 1853, Вена — 21 февраля 1918, Мюнхен) — австрийский художник-жанрист.

## Биография

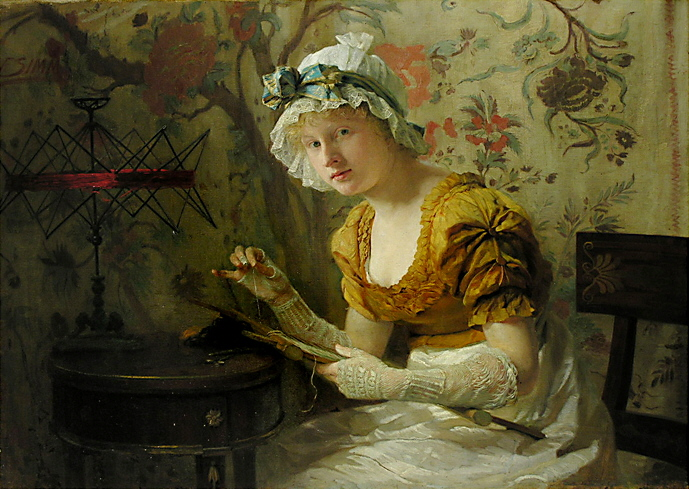
Вышивальщица

Родился в 1853 году в Вене в семье художника. Окончил реальное училище, а затем, с 1868 по 1873 год учился в художественной школе при Венской академии художеств. В 1873—76 годах продолжал обучение в углублённом варианте — по классу исторической живописи Венской академии, под руководством Эдуарда фон Энгерта и Ансельма Фейербаха. Одновременно, с 1874 по 1876 год, Зимм работал ассистентом преподавателя Фердинанда Лауфбергера в Венской школе прикладного искусства.
В 1876 году, окончив обучение, Зимм получил стипендию на двухлетнюю стажировку в Риме, но фактически оставался в Италии до 1881 года. В 1881 году он женился в Италии на художнице Марии Майер (1851—1912), и вместе с ней отправился на Кавказ, в Тифлис — столицу Кавказского наместничества Российской империи, где расписал вестибюль тогдашнего здания Кавказского музея. 
В дальнейшем жил в Мюнхене, где в 1890—92 годах преподавал в Дамской академии Мюнхенского объединения женщин-художниц.
Хотя Зимм получил подготовку исторического живописца, прославился он в основном своими жанровыми сценами. Много работал также как иллюстратор, в частности, иллюстрировал произведения Гёте.
Скончался Зимм в 1918 году в Мюнхене.

## Галерея

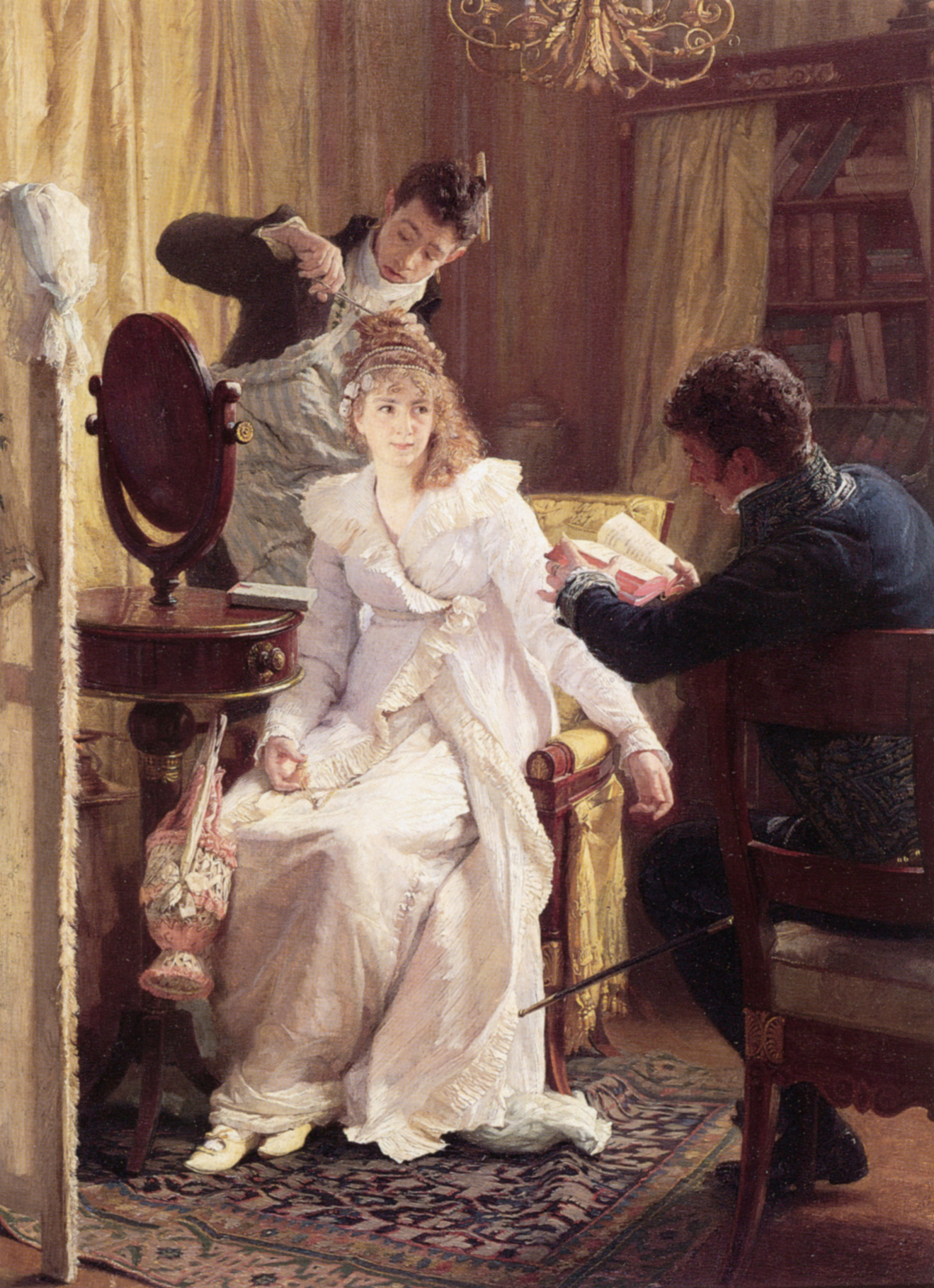
Подготовка к балу
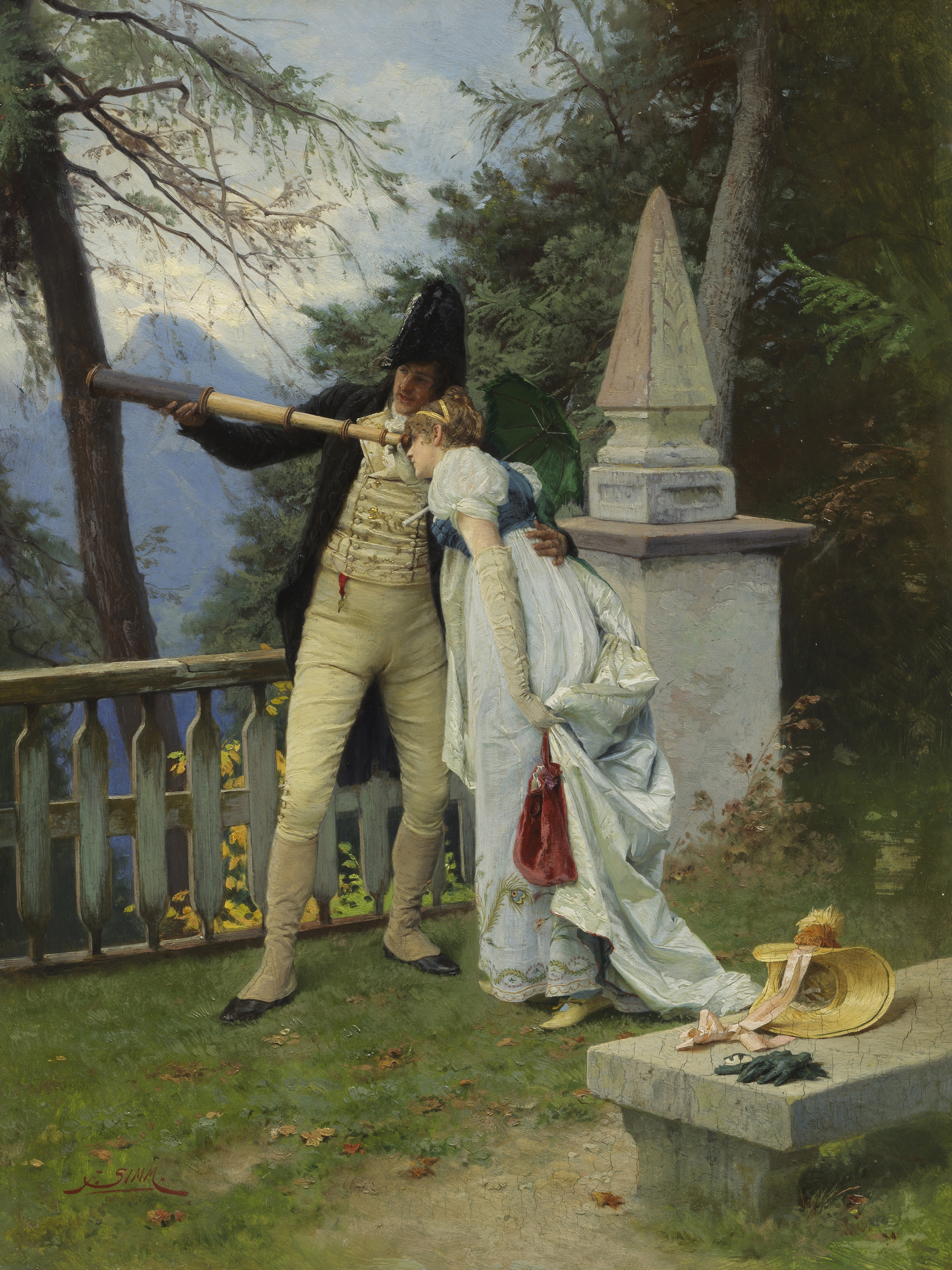
На смотровой площадке
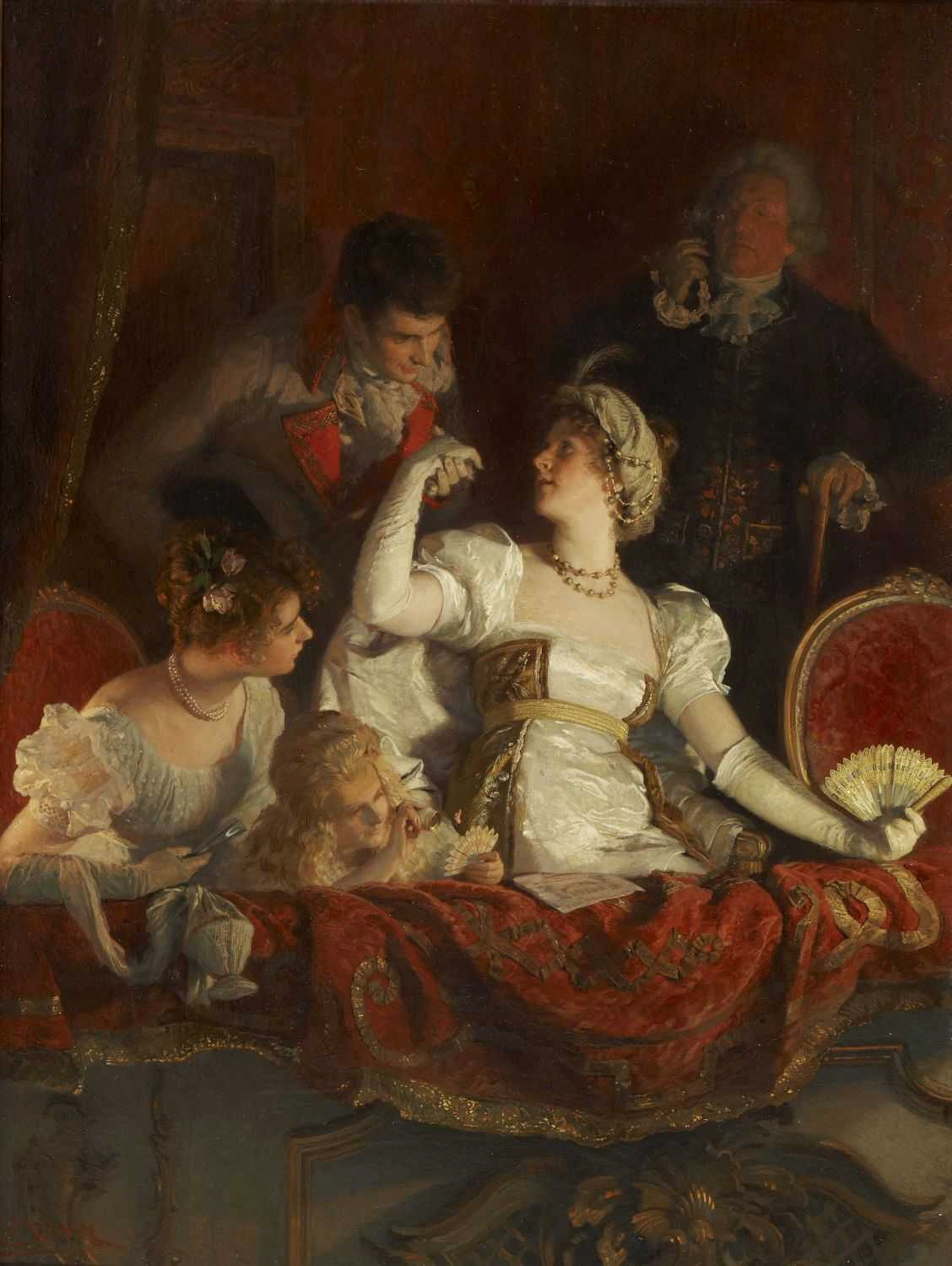
В ложе театра
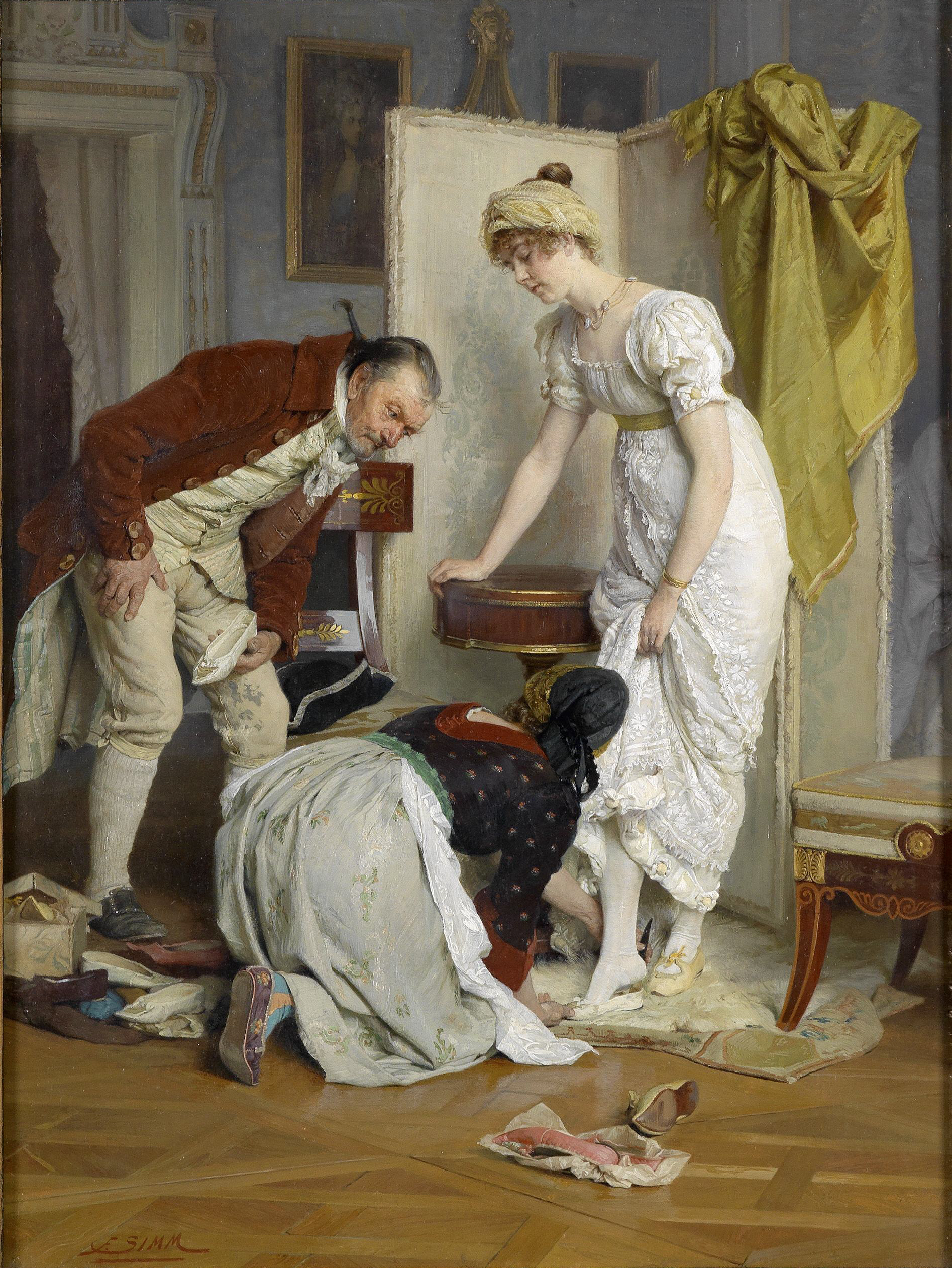
Примерка туфелек
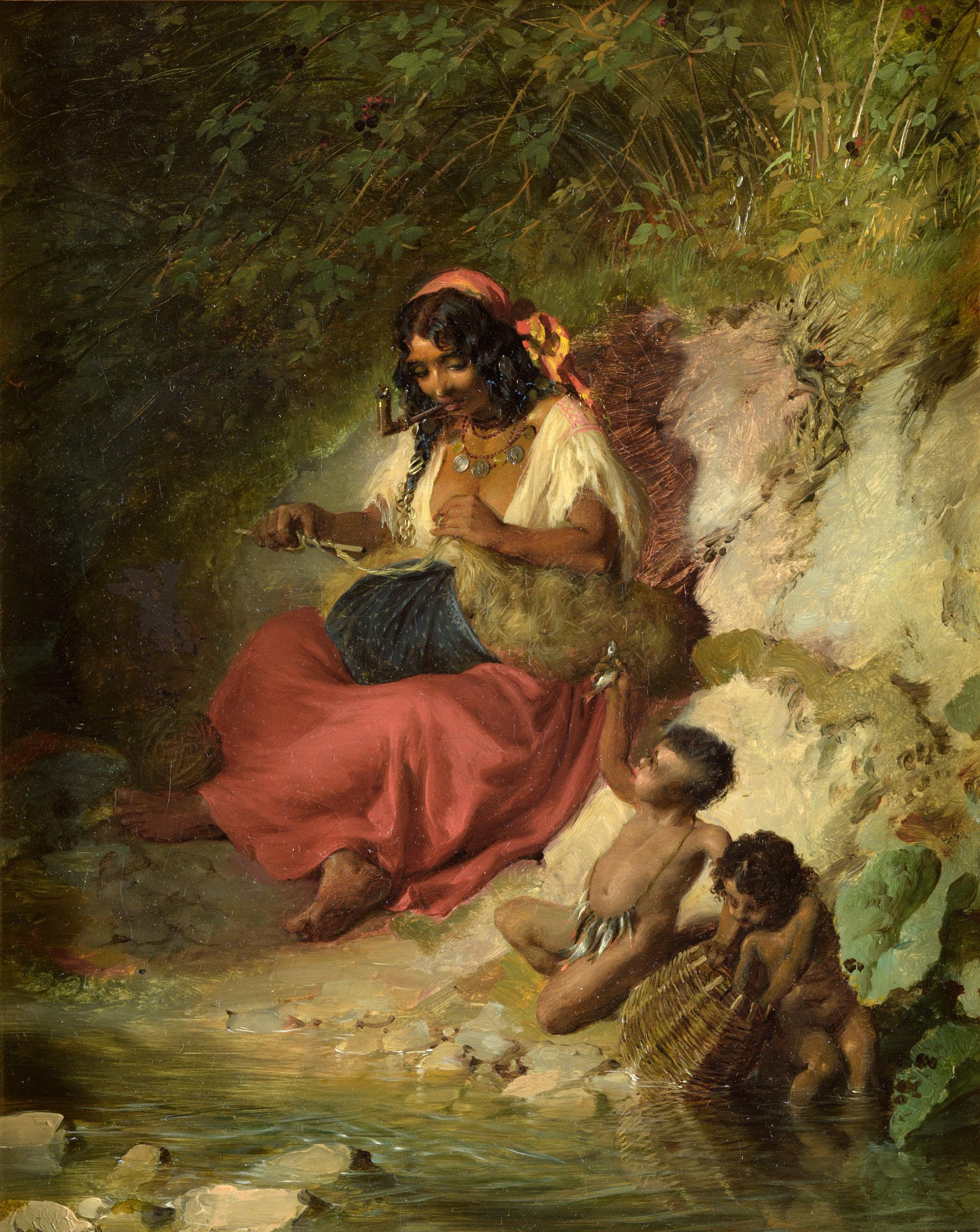
Цыганка с детьми
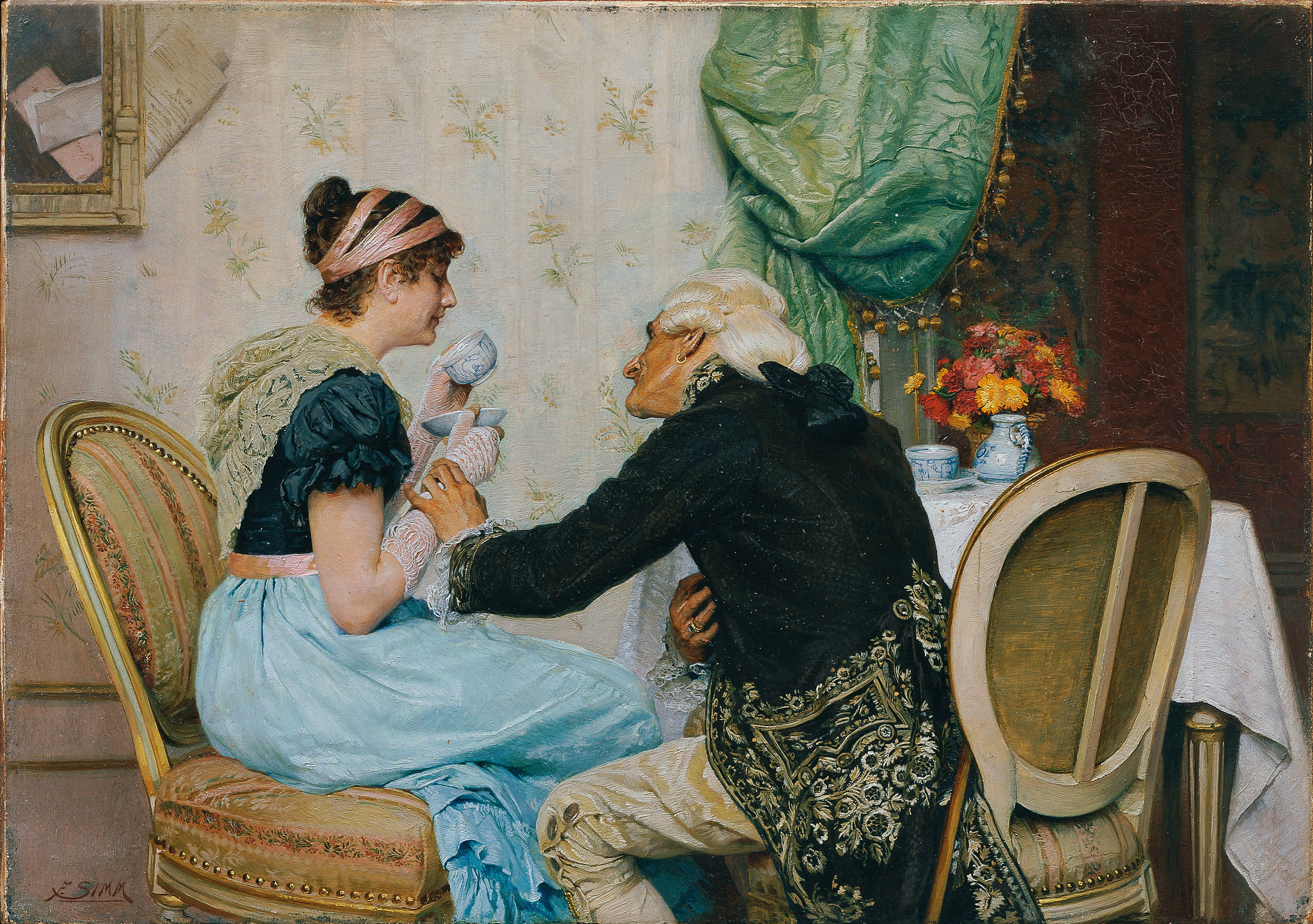
Несвежий кавалер (de:Johannistrieb)
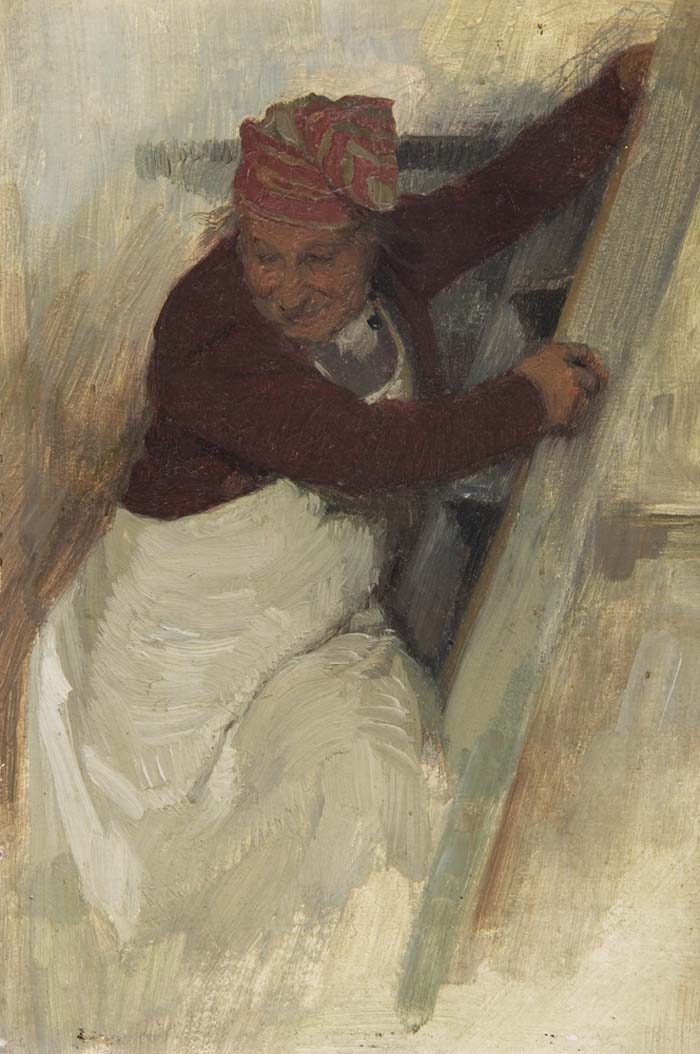
Пожилой мужчина в колпаке и фартуке (мельник или пекарь?), спускающийся по лестнице